# Ca Mallafré
Ca Mallafré és una obra noucentista de Valls (Alt Camp) protegida com a Bé Cultural d'Interès Local.

## Descripció
Edifici entre mitgeres que fa cantonada amb la plaça dels Alls. Els baixos són comercials ocupats per la botiga que dona nom a questa fitxa arquitectonica.
Totes les tres plantes tenen balcons, dos a cada costat, els de la plaça envolten les finestres centrals. Tota la façana, que ha estat restaurada recentmet i té un color gruguenc, está plena de rectangles, a excepció dels muntants i de les llides de totes les obertures que tenen unes línies poligonals.
La darrera planta contrasta en certa manera, amb el conjunt, ja que està totalment oberta, obertura sols trecada per vuit pilars disseny salomònic d'obra vista, tres per costat i dos al vèrtex; obra vista que també n'hi ha a la cornisa de l'immoble.